# Кристиан Гюнтер III фон Шварцбург-Зондерсхаузен
Кристиан Гюнтер III фон Шварцбург-Зондерсхаузен (на немски: Christian Günther III von Schwarzburg-Sondershausen; * 24 юни 1736 в Ебелебен; † 14 октомври 1794 в Зондерсхаузен) е от 1758 до 1794 г. управляващ княз на Шварцбург-Зондерсхаузен.
Той е син на княз Август I фон Шварцбург-Зондерсхаузен (1691 – 1750) и съпругата му принцеса Шарлота София фон Анхалт-Бернбург (1696 – 1762), дъщеря на княз Карл Фридрих фон Анхалт-Бернбург и графиня София Албертина фон Золмс-Зоненвалде.
Кристиан Гюнтер III се жени на 4 февруари 1760 г. в Бернбург за принцеса Шарлота Вилхелмина фон Анхалт-Бернбург (* 25 август 1737 в Бернбург; † 26 април 1777 в Зондерсхаузен) от рода на Асканите, дъщеря на княз Виктор Фридрих II фон Анхалт-Бернбург (1700 – 1765) и втората му съпруга маркграфиня Албертина фон Бранденбург-Швет 1712 – 1750).
Неговият по-малък брат принц Август II (1738 – 1806) се жени през 1762 г. за нейната сестра Христина Елизабет Албертина.
Той умира на 14 октомври 1794 г. в Зондерсхаузен на 58 години.

## Деца
Кристиан Гюнтер III и Шарлота Вилхелмина фон Анхалт-Бернбург имат децата:
- Гюнтер Фридрих Карл I (1760 – 1837), княз на Шварцбург-Зондерсхаузен, абдакира 1835 г., женен на 23 юни 1799 г. за принцеса Каролина фон Шварцбург-Рудолщат (1774 – 1854)
- Катарина Шарлота Фридерика Албертина (1762 – 1801), омъжена на 11 април 1790 г. за нейния братовчед принц Фридрих Кристиан Карл Алберт фон Шварцбург-Зондерсхаузен (1763 – 1791)
- Гюнтер Албрехт Август (1767 – 1833)
- Каролина Августа Албертюна (1769 – 1819), дяконка на Херфорд
- Албертина (1771 – 1829), омъжена на 18 март 1795 г. (развод 3 август 1801) за херцог Фердинанд фон Вюртемберг (1763 – 1834)
- Йохан Карл Гюнтер (1772 – 1842), женен на 5 юли 1811 г. за племенницата си принцеса Гюнтерина фон Шварцбург-Зондерсхаузен (1791 – 1875)